# Bonyhád
Bonyhád  este un oraș în districtul Bonyhád, județul Tolna, Ungaria, având o populație de 13.618 locuitori (2011). 

## Demografie
Componența etnică a orașului Bonyhád
     Maghiari (82,38%)
     Germani (14,09%)
     Romi (2,52%)
     Necunoscut (0,55%)
     Alții (0,45%)
Componența confesională a orașului Bonyhád
     Romano-catolici (54,64%)
     Fără religie (11,13%)
     Luterani (5,98%)
     Reformați (3,52%)
     Atei (1,23%)
     Necunoscută (23,35%)
     Greco-catolici (0,15%)
     Alte religii (0,9%)
Conform recensământului din 2011, orașul Bonyhád avea 13.618 locuitori. Din punct de vedere etnic, majoritatea locuitorilor (82,38%) erau maghiari, existând și minorități de germani (14,09%) și romi (2,52%). Apartenența etnică nu este cunoscută în cazul a 0,55% din locuitori.  Din punct de vedere confesional, majoritatea locuitorilor (54,64%) erau romano-catolici, existând și minorități de persoane fără religie (11,13%), luterani (5,98%), reformați (3,52%) și atei (1,23%). Pentru 23,35% din locuitori nu este cunoscută apartenența confesională.